# Submarine
Submarine — дебютний сольний мініальбом Алекса Тернера, соліста британського інді-рок гурту Arctic Monkeys. Вийшов у березні 2011 року на музичному лейблі Domino. Пісні з мініальбому також є саундтреками до фільму Субмарина, режисерського дебюту Річарда Айоаде.

## Список пісень
| #  | Назва                              | Тривалість |
| -- | ---------------------------------- | ---------- |
| 1. | «Stuck on the Puzzle (Intro)»      | 0:54       |
| 2. | «Hiding Tonight»                   | 3:06       |
| 3. | «Glass in the Park»                | 3:59       |
| 4. | «It's Hard to Get Around the Wind» | 4:07       |
| 5. | «Stuck on the Puzzle»              | 3:31       |
| 6. | «Piledriver Waltz»                 | 3:24       |